# Исайя Каменчанин
Исайя Каменчанин (в миру — Иоаким; первая пол. XVI в., Каменец-Подольский — после 1592, вероятно Ростов) — монах, дьякон, писатель и переводчик.

## Биография
Мирское имя — Иоаким. Родился в Каменце-Подольском, в детстве получил хорошее образование, богословское и философское. В довольно раннем возрасте, лишившись родителей, постригся в монахи в молдавской земле в Киприановом монастыре, игуменом которого служил Евфимий. Там же в Молдавии он был посвящён в сан дьякона.
Некоторое время жил в Молдавии, вернувшись на Украину, жил в Киево-Печерской лавре. Затем перебрался в Вильню, где активно включился в деятельность литературно-культурного кружка. В 1561 выехал в Москву в поисках славянских книг для издания и распространения их на Украине и в Литве. Был обвинён в ереси и сослан в Вологду, затем в Ростов. Оттуда отправлял «на волю», в частности царю, письма-послания, которые приобрели широкую огласку в России, Белоруссии, на Украине.
В 1582 царь помиловал Каменчанина, но на родину не отпустил.

## Литературное наследство
Имя Исайи в научный оборот ввел русский историк литературы Дмитрий Абрамович, который в 1913 году в Петербурге опубликовал все известные произведения Исайи и краткие сведения о нём. Рецензией на эту публикацию в украиноведческом научном журнале «Украина» (книга 1 за 1914 год) отозвался Иван Огиенко. Потом ещё не раз, в частности в трудах «Украинская культура» (1918), «История украинского книгопечатания» (1925), он высоко оценит Исайину деятельность и творчество.

## Память
- Одна из улиц Каменца-Подольского с 1 июня 1992 называется улицей Исайи Каменчанина.
- 2000 года увидел свет роман Николая Мачкивського «Чёрный дьяк», который в художественной форме рассказывает о жизни Исайи Каменчанина.

## Публикации трудов
- Описание церковно-славянских и русских рукописных сборников императорской Публичной библиотеки / Составлено А. Ф. Бычковым. — Санкт-Петербург, 1882. — Часть первая. — С. 143—144.
- Из рукописей Е. В. Барсова. 1. Путешествие киевского иеродиакона Иоакима в Москву за книгами и представление его царю Грозному в присутствии боярской думы в 1582 году // Чтения в Обществе истории и древностей российских при Московском университете / Повременное издание под заведыванием Е. В. Барсова. — Москва, 1883. — Книга 1. — Отд. 5. — Смесь. — С. 1—3.
- Сырку П. А. Из истории сношений русских с румынами // Известия отделения русского языка и словесности императорской Академии наук. — Т. 1. — Книга 3. — Санкт-Петербург, 1896. — С. 497—500, 519—542.
- Краткие известия о Максиме Греке. 1. Приписываемое диакону Исаии с Каменца-Подольского // Белокуров Сергей. О библиотеке Московских государей в XVI столетии. — Москва, 1898. — Приложения. — С. III—VI.
- Абрамович Д. К литературной деятельности мниха камянчанина Исайи. — Санкт-Петербург, 1913. — (Памятники древней письменности и искусства, том 181).